# Església de Sant Bartomeu (Vilanova d'Alcolea)
L'església parroquial de Sant Bartomeu, és un temple catòlic, al carrer de l'Església de Vilanova d'Alcolea, a la comarca de la Plana Alta. És catalogada com a Monument d'interès local per la Generalitat Valenciana.
L'església es va construir sobre una zona escalonada que és coneguda com a «Planet» i que antigament era un cementiri. L'entrada està flanquejada per dues palmeres i l'interior del temple presenta una gran singularitat.
L'interior de l'església data de l'any 1707 i presenta un retaule barroc en l'altar major, obra dels germans Capuz. La façana d'estil classicista es va construir al voltant de l'any 1740. Després de la construcció va sofrir alguna reforma a l'interior al llarg del segle xviii. La portada presenta pòrtic amb balustrada, coronat amb una fornícula amb l'escultura de l'apòstol sant Bartomeu, patró del poble i advocació del temple.
El temple es complementa amb un campanar, d'una altura de 36 metres, de pedra picada, sobretot en la part superior, la qual es remata amb una creu de ferro forjat i un penell, també de ferro.
El campanar alberga quatre campanes:
- Sant Bertomeu, obra de Francisco Guillem, data de 1820, és la que toca les hores, té un diàmetre de 105 centímetres, 80 centímetres d'altura i 680 quilos de pes. Presenta una inscripció: «H S. Bartolomé ora pronobis. Año 1820 M».
- Santíssim Sagrament, obra dels Germans Roses de València, amb un diàmetre de 110 centímetres, data de 1924.
- Sants Antoni, Abdó i Senén, obra dels Germans Portilla de Gajano, datada de 1997 i amb un diàmetre de 79 centímetres i 250 quilos de pes.
- Crist del Calvari, obra també dels germans Portillo, datada de 1997 i amb un diàmetre de 88 centímetres i un pes de 460 quilos, i la inscripció: «Bisbe Don Joan Antonio Reig Pla i Víctor Saura Maymó com a alcalde».

Sobre les campanes hi ha el mecanisme que feia funcionar el rellotge de corda que data de 1892. Actualment és fora de servei i el campanar toca per un rellotge modern que funciona via satèl·lit.